# Tocumen nemzetközi repülőtér
A Tocumen nemzetközi repülőtér egy nemzetközi repülőtér (IATA: PTY, ICAO: MPTO) Panamában Panamaváros  közelében. Éves utasforgalma 15 779 103 fő (2022).

## Kifutópályák
A repülőtér futópályái:
- 03R/21L
- 03L/21R

## Forgalom
Az utasforgalom az elmúlt években az alábbi módon változott:
| Utasok száma | 1 793 600 | 1 938 933 | 2 398 443 | 3 805 312 | 6 531 927 | 10 174 870 | 12 782 167 | 15 616 065 | 16 582 601 | 15 779 103 |
|              | 1998      | 2001      | 2004      | 2007      | 2009      | 2012       | 2014       | 2017       | 2019       | 2022       |

## Légitársaságok és úticélok
2023-ban a Tocumen nemzetközi repülőtérről az alábbi járatok indulnak:

### Személy
| Légitársaság           | Célállomások |
| ---------------------- | --- |
| Air Canada             | Szezonális: Toronto–Pearson |
| Air Europa             | Madrid |
| Air France             | Párizs-Charles de Gaulle repülőtér |
| American Airlines      | Miami |
| Avianca                | Bogotá |
| Avianca Ecuador        | Bogotá |
| Cayman Airways         | Grand Cayman |
| Copa Airlines          | Armenia (Colombia), Aruba, Asunción, Atlanta, Austin, Baltimore, Barbados, Barcelona (VE), Barquisimeto, Barranquilla, Belize City, Belo Horizonte–Confins, Bogotá, Boston, Brasilia, Bucaramanga, Buenos Aires–Ezeiza, Cali, Cancún, Caracas, Cartagena, Chicago–O'Hare, Chiclayo, Córdoba (AR), Cúcuta, Curaçao, David, Denver, Fort Lauderdale, Georgetown–Cheddi Jagan, Guadalajara, Guatemala City, Guayaquil, Havana, Kingston–Norman Manley, Las Vegas, Lima, Los Angeles, Managua, Manaus, Manta, Maracaibo, Medellín–JMC, Mendoza, Mexico City, Mexico City–AIFA, Miami, Montego Bay, Monterrey, Montevideo, Montréal–Trudeau, Nassau, New York–JFK, Orlando, Paramaribo, Pereira, Porto Alegre, Port of Spain, Punta Cana, Quito, Rio de Janeiro–Galeão, Rosario, San Andrés Island, San Francisco, San José (CR), San Juan, San Pedro Sula, San Salvador, Santa Clara, Santa Cruz de la Sierra–Viru Viru, Santa Marta, Santiago de Chile, Santiago de los Caballeros (resumes April 2, 2024), Santo Domingo–Las Américas, São Paulo–Guarulhos, Sint Maarten, Tampa, Tegucigalpa/Comayagua, Toronto–Pearson, Valencia (VE), Washington–Dulles |
| Copa Airlines Colombia | Buenos Aires–Ezeiza, Medellín–JMC |
| Delta Air Lines        | Atlanta |
| Iberia                 | Madrid |
| KLM                    | Amszterdam |
| LASER Airlines         | Caracas |
| RUTACA Airlines        | Caracas |
| Sunrise Airways        | Port-au-Prince |
| Turkish Airlines       | Istanbul |
| Turpial Airlines       | Valencia (VE) |
| United Airlines        | Houston–Intercontinental, Newark |
| Venezolana             | Barquisimeto, Caracas, Maracaibo |

### Cargo
| Légitársaság                | Célállomások |
| --------------------------- | --- |
| 21 Air                      | Miami |
| ABX Air                     | Miami |
| Aerosucre                   | Bogotá, Santo Domingo–Las Américas |
| AeroUnion                   | Mexico City |
| Amerijet International      | Managua, Miami |
| Avianca Cargo               | Bogotá, Miami |
| DHL Aero Expreso            | Aruba, Barbados, Bogotá, Caracas, Curaçao, Guatemala City, Lima, Mexico City, Miami, Port of Spain, Quito, San José de Costa Rica–Juan Santamaría, San Juan, San Pedro Sula, Santiago de Chile |
| FedEx                       | Memphis, San José de Costa Rica–Juan Santamaría |
| LATAM Cargo Brasil          | Miami |
| LATAM Cargo Colombia        | Bogotá, Managua, Miami |
| Líneas Aéreas Suramericanas | Bogotá |
| Mas Air                     | Mexico City, Miami, Guadalajara |
| Qatar Airways Cargo         | Dallas/Fort Worth, Doha, Liège, Maastricht/Aachen, Quito |
| Transcarga                  | Caracas, Las Piedras, Valencia (VE) |
| United Parcel Service       | Louisville, Managua, Miami |
| Vensecar Internacional      | Aruba, Caracas |